# Stamnodes gratificata
Stamnodes gratificata är en fjärilsart som beskrevs av Dyar 1923. Stamnodes gratificata ingår i släktet Stamnodes och familjen mätare. Inga underarter finns listade i Catalogue of Life.